# یواس‌اس پرووایدنس (۱۷۷۵گان‌دالو)
یواس‌اس پرووایدنس ( ۱۷۷۵گان‌دالو) (به انگلیسی: USS Providence (1776 gundalow)) یک کشتی بود که طول آن ۵۳ فوت ۴ اینچ (۱۶٫۲۶ متر) بود.